# Cybaeus amicus
Espèce
Cybaeus amicus est une espèce d'araignées aranéomorphes de la famille des Cybaeidae.

## Distribution
Cette espèce est endémique de Californie aux États-Unis,. Elle se rencontre dans les comtés de Santa Cruz, d'Alameda, de Monterey, de San Mateo et de Santa Clara.

## Description
La femelle holotype mesure 5,7 mm.

## Publication originale
- Chamberlin & Ivie, 1932 : A review of the North American spiders of the genera Cybaeus and Cybaeina. Bulletin of the University of Utah, vol. 23, no 2, p. 1-43.